# 구니미정 (나가사키현)
구니미정(国見町)은 나가사키현 시마바라반도에 있던 정으로 미나미타카키군에 속했다.
2005년 10월 11일에, 미즈호정·아즈마정·아이노정·지지와정·오바마정·미나미쿠시야마정과 신설 합병, 시로 승격해 운젠시가 되어 구니미정은 소멸하였다.

## 지리
시마바라 반도의 북쪽에 위치해 있다.

## 역사
- 1889년 4월 1일 - 정촌제 시행에 수반해 미나미타카키군 다이라촌, 히지쿠로촌, 고지로촌이 성립하였다.
- 1937년 2월 11일 - 다이라촌이 정으로 승격해 다이라정이 되었다.
- 1956년 9월 1일 - 다이라정과 히지쿠로촌이 합병해 구니미정이 성립하였다.
- 1957년 3월 22일 - 고지로촌을 편입하였다.
- 2005년 10월 11일 - 미즈호정·아즈마정·아이노정·지지와정·오바마정·미나미쿠시야마정과 합병해, 운젠시가 되어 구니미정은 소멸하였다.

## 교통

### 철도
- 시마바라 철도 시마바라 철도선

### 도로
- 국도 251호선
- 국도 389호선